# Alona Bielakowa
Alona Jurjewna Bielakowa (ur. 21 grudnia 1998) – ukraińska lekkoatletka, dyskobolka. Od 10 września 2014 reprezentuje Rosję, od 10 września 2015 może startować w barwach tego kraju w międzynarodowych zawodach.
Czwarta zawodniczka olimpijskiego festiwalu młodzieży Europy (2013).
Rok później dzięki 2. lokacie w europejskich kwalifikacjach wystąpiła w igrzyskach olimpijskich młodzieży, sięgając po srebrny medal tych zawodów.
Medalistka mistrzostw Ukrainy oraz Rosji w juniorskich kategoriach wiekowych.